# Клановая преступность в Германии
Клановая преступность в Германии (нем. Clan-Kriminalität) представляет собой одну из форм организованной преступности страны. Её региональные центры — Берлин, Бремен, земли Северный Рейн-Вестфалия и Нижняя Саксония. Представители преступных кругов относятся к выходцам из малоазийского региона и происходящих из арабского мира больших семей. Она характеризуется Федеральным ведомством уголовной полиции Германии (BKA) как «этнически изолированная субкультура», организация которой, как правило, представляет собой патриархальную иерархию, и руководствуется «собственной системой ценностей». 

## Характеристика
Возникновение феномена клановой преступности восходит к 1980-м годам. Это было время гражданской войны в Ливане, что привело к преимущественной миграции в Германию курдских и палестинских семей. Изначально им был запрещен выход на рабочий рынок и на их детей не распространялось обязательное школьное обучение. Эти обстоятельства в 2010-е годы уже считались причиной возникновения соответствующих «параллельных социумов» и их криминализации. Целые сегменты больших семей обращались к разным видам нелегальной деятельности, чтобы поднять свой уровень жизни. В качестве деятельности кланов наиболее распространены следующие правонарушения: торговля наркотиками, проституция, вымогательство, разбойные нападения, кражи со взломом и воровство.
Начиная с миграционного кризиса в Германии 2015 года, по словам главы BDK Себастьяна Фидлера, кланы начинают использовать также беженцев из Сирии и Ирака как «муравьев» для доставки наркотика к конечному покупателю. «Есть опасение, что [в этой среде] также возникают криминальные формации», которые могут привести к серьёзным проблемам из-за большого количества завербованных. Согласно результатам аналитического исследования полицейского президиума Дуйсбурга, активные члены местных криминальных кланов являются молодыми мужчинами, которые родились между 1990 и 1998 годами. Они часто вступают в большие группы, чтобы продемонстрировать силу. Этот феномен привел к внутриполицейским обсуждениям, где упоминалось фундаментальное исследование У. Ф. Уайта «Общество на уличных перекрестках» 1943 года.
Поведение членов клана на людях зависит, согласно аналитическому исследованию, от размера собственной группы и от объёма численного состава задействованных служащих полиции. Чем больше группа и чем меньше полицейских, тем менее согласованны действия членов клана.
В оперативной обстановке нордрейн-вестфальского криминального ведомства относительно организованной преступности отмечается связь с клановым криминалитетом: полиция противостоит криминальным, этнически окрашенным группировкам преимущественно в области незаконного оборота наркотиков, насильственных преступлений и уличной преступности. Во время патрулирования полицейские часто сталкиваются с неуважительным поведением и значительным потенциалом агрессии, который может перерасти в насилие в их адрес. По данным уголовного розыска Северного Рейна-Вестфалии, высокая степень привлекательности статуса представителя клана характерна в первую очередь для имеющих репутацию проблемных городских кварталов с высоким уровнем безработицы и низкой квартирной платой, таких как Альтенэссен или Марксло. Наряду с нелегальными активностями, большие семьи имеют также легальные источники дохода, такие как продажа или сдача внаем жилых вагончиков, мастерские по изготовлению дубликатов ключей или социальное пособие. Начиная с 2018 года полиция противопоставляет «захватническим намерениям» кланов, которые «по преимуществу проявляют себя как насилие и незаконные пересечения границы» стратегию «тысячи игольных уколов». При этом в патрулировании задействовано больше сил, проводятся досмотры и облавы на сотни потенциальных преступников. Согласно наблюдениям, курдско-ливанские кланы по нарастающей стараются внедриться в ведомства по делам иностранных граждан, разрешительные органы или центры занятости населения, и за взятки влиять на органы муниципального управления. Требуются специальные судебные коллегии по уголовным делам с компетентными судьями, которые приблизительно представляют себе, как устроены семейные структуры клана, и могут проследить его сетевую структуру, но в то же время знакомы «с тем обстоятельством, что многие курдско-ливанские родовые общности включают в себя десятки разных имен».
Согласно полицейским данным, многие члены кланов находятся на низком образовательном уровне и не имеют школьного аттестата. Для них характерна определённая демонстративная поза, которую представитель Управления уголовной полиции земли описывает следующим образом: «Они охотно выставляют свое имущество напоказ: [по их мнению,] человек показывает и является тем, чем он обладает.».
Обогащению кланов также способствуют кальянные, которые часто используют для отмыва денежных средств и продажи не облагаемого налогом табака. Министр внутренних дел Северного Рейна-Вестфалии Герберт Рёйль пояснил, что «среда вокруг этих баров в Северном Рейне-Вестфалии является почвой для кланового криминалитета».
По оценке Федерального управления уголовной полиции оценивает личный состав кланов как доходящий до 200.000 членов семей, при этом не все из них вовлечены в криминальную деятельность.

## Распространение по регионам
Криминальные большие семьи селятся прежде всего в центрах аггломераций. Наиболее заметен Берлин, где полиция насчитывает предположительно от 15 до 20 соответствующих клановых группировок, и который является резиденцией известного клана Абу-Шакер. Остальными центрами клановой преступности считаются федеральные земли Бремен, Северный Рейн-Вестфалия и Нижняя Саксония. В Северном Рейне-Вестфалии этот феномен распространен прежде всего в Рурской области, а именно в таких городах как Дуйсбург, Эссен, Дортмунд и Гельзенкирхен. В Нижней Саксонии известно тринадцать городов, в которых осели представители больших семей. В Баден-Вюртемберге, Саксонии, Гамбурге и Саарланде клановая преступность проявляет себя в меньшей мере, к тому же, протагонисты происходят по преимуществу не из арабского региона, а с Балканского полуострова или из Восточной Европы.
В Северном Рейне-Вестфалии в начале 2019 года задокументировано около ста разнообразных криминальных кланов. Между 2016 и 2018 годами полиция зарегистрировала в Северном Рейне-Вестфалии свыше 14 225 преступлений, с примерно 6449 подозреваемыми из числа членов кланов. Из числа 6400 подозреваемых за треть всех совершенных преступлений ответственны 360 рецидивистов. Каждый пятый подозреваемый — женского пола. Среди 14 225 преступлений отмечено 26 убийств или попыток убийства, 5600 насильственных преступлений, 2600 случаев мошенничества, 2600 преступлений против собственности и 1000 дел, связанных с наркотиками. Из всех подозреваемых в преступлениях представителей кланов 1227 проживают в Эссене, 648 в округе Реклингхаузен, 570 в Гельзенкирхене, 402 в Дуйсбурге, 399 в Дортмунде и 378 в Бохуме. В период с лета 2018 до января 2019 в Северном Рейне-Вестфалии было проведено свыше 100 облав. В этот время полиция обследовала свыше 1000 зданий. Были задержаны свыше 100 подозреваемых и закрыто более чем 60 кальянных. В мае 2019 года в Северном Рейне-Вестфалии министром внутренних дел земли Гербертом Рёйлем впервые в ФРГ был представлен обзор оперативной обстановки в области клановой преступности. Среди зафиксированных с 2016 по 2018 годы 14 000 преступлений с клановой подоплекой отмечено 26 попыток убийства и завершенного криминала этого рода. Примерно за 30 % задокументированных преступлений несут ответственность члены десяти кланов. Установлено, что клановое происхождение имеют 36 % подозреваемых с гражданством Германии, 31 % — граждане Ливана, 15 % — Турции и 13 % — Сирии.

## Резонансные преступления
Нашумевшие преступления, совершенные представителями кланов, послужили поводом для создания обзора таких событий межрегионального и интернационального уровня:
- В 2003 членом клана из Нойкёльна был застрелен полицейский из отряда быстрого реагирования (SEK) Роланд Крюгер. Крюгер и его команда собирались задержать представителя арабского клана Яссина А. после поножовщины на дискотеке, однако он открыл огонь и смертельно ранил Крюгера.[22][23] На суде он оправдывал себя тем, что принял полицейских за представителей враждебного клана. После пятнадцатилетнего отбытия наказания убийца был выслан в Ливан, но в 2018 году ему было позволено вернуться в Берлин в связи с семейными обстоятельствами.[24]
- В 2010 году был совершен налет на участников турнира по покеру в отеле Хайатт.
- В 2014 произошло разбойное нападение на ювелирный отдел Торгового дом Запада, универсального магазина в берлинском районе Шарлоттенбург.
- В 2017 году из берлинского Музея Боде была похищена золотая монета стоимостью около 3,75 миллионов евро. [25]
- 2018 налёт на инкассаторский автомобиль в районе Берилин-Митте, совершенный в связке с клановым криминалитетом. Подоспевший патрульный автомобиль преступники обстреляли из автоматов Калашникова и заставили прервать погоню. [26]
- 2019 похищение произведения искусства "Золотое гнездо" стоимостью  80.000 евро из начальной школы в Марцане.[27]

## Противодействие государства клановой преступности
В рамках борьбы с криминалитетом государство принимает различные меры против преступных семейных кланов. Начиная с осени 2019 года федеральная уголовная полиция ежегодно отчитывается о том, как обстоят дела с этим феноменом по всей стране. Дальнейшей задачей является применение стратегии нулевой толерантности, в соответствии с которой к ответственности привлекают даже за мелкие правонарушения и в связи с ними, с помощью оперативно-розыскных мероприятий могут раскрыть более тяжелые преступления.
Обсуждается также предложение изымать детей из криминальных больших семей и тем самым лишать последние молодых кадров. В Нижней Саксонии начиная с 1 марта 2018 вступила в силу "Рамочная концепция земли по  борьбе с криминальными клановыми структурами". 